# Sinnattugaq
Sinnattugaq (Drømmen) nogen gange skrevet som SingnagtugaKer den første bog som blev udgivet på grønlandsk.
Bogen er en roman, som er udgivet af Mathias Storch i 1914. Dette var hans debutroman. Det er en stærk samfundskritisk roman, som kritiserer Grønlands oplysnings- og uddannelsesniveau. Titlen genspejler det som bogen ender med og som er en fremtidsvision af hvordan Grønland kan blive i år 2105. Visionen inkluderer veluddannede indbyggere gode internationale forbindelser og politisk demokrati. Romanen blev senere udgivet på dansk med titlen En grønlænders drøm i 1915 oversat af Knud Rasmussen. 

## Handling
Bogens hovedperson, Pavia, og hans sjæleven Silas som lover andre, at de skal gøre alt, som står i deres magt for at stoppe de andre, hvis nogen af dem ønsker at gå  qivittoq. Silas er stedsøn i sin familie, og når hans stedmor bestemmer, at den pige, han elsker skal gifte sig med en af moderens biologiske børn, bestemmer han sig for at gå i qivittoq. Dette gør han efter at bryllupsceremonien er gennemført. 
Silas får tid til at sende brev til Pavia om sin beslutning om at gå i qivittoq, men da Pavia går skole i Godthåb kan han ikke stoppe Silas. Han falder i søvn over sin dagbog, og i sin drøm ser han denne fremtidsvision om, hvordan Grønland kan være i år 2105. Her er grønlænderne veluddannede, tosprogede og har nøglepositioner indenfor det grønlandske næringsliv, politik, kirke og uddannelse. I drømmen ser han også sit eget navn, og han omtales som en af de grønlændere, som har gjort mest for, at grønlænderne har opnået forbedringerne ifølge fremtidsvisionen. 
Inspireret af drømmen går han i kamp for at fremtidsvisionen går i opfyldelse.

## Links
- Singnagtugaк. Rosenberg, København 1914. (PDF; 30,81 MB; Digitaliseret).
- TijdSchrift voor Skandinavistiek Arkiveret 5. november 2005 hos  Wayback Machine